# Joaquín Trasante
Joaquín Gabriel Trasante Hernández, noto semplicemente come Joaquín Trasante (Santa Lucía, 14 marzo 1999), è un calciatore uruguaiano, centrocampista del Gimnasia (J).

## Caratteristiche tecniche
È un centrocampista difensivo.

## Carriera
Cresciuto nel settore giovanile del Nacional, ha esordito in prima squadra il 2 febbraio 2020 disputando da titolare l'incontro di Supercopa Uruguaya perso 4-2 contro il Liverpool (M). Il 9 marzo seguente ha debuttato anche in Primera División Profesional giocando il match pareggiato 2-2 contro i Montevideo Wanderers.

## Palmarès

### Competizioni nazionali
- Campionato uruguaiano: 2

Nacional: 2020, 2022
- Supercopa Uruguaya: 1

Nacional: 2021